# Trigonodactylus persicus
Trigonodactylus persicus — вид геконоподібних ящірок родини геконових (Gekkonidae). Ендемік Ірану. Описаний у 2018 році.

## Поширення й екологія
Trigonodactylus persicus відомі з типової місцевості, що лежить в остані Хормозґан на півдні Ірану, за 100 км на північний захід від міста Ахваз, на висоті 30 м над рівнем моря.